# Западњаштво у Русији
Вестернизам је правац друштвене и филозофске мисли који се развио 1830-их и 1850-их година. Западњаци, представници једног од праваца руске друштвене мисли 1840-их и 1850-их година, залагали су се за укидање кметства и признавање потребе да се Русија развија на западноевропском путу. Већина западњака, по пореклу и положају, припадала је племићким породицама, међу њима су били разночинци и људи из имућне трговачке класе, који су касније постају углавном научници и писци.
Идеје западњаштва изражавали су и промовисали публицисти и писци – Чадајев, Печерин, Гагарин, В. Соловјов (представници религиозног западњаштва), Тургењев, Чичерин (либерални западњаци), Белински, Герцен, Огарјов, Чернишевски, Боткин, Ањенков (западњаци-социјалисти), Катков, Корш, Никитенко (професори историје, права, политичке економије), Грановски, Кудрјавцев, С. Соловјев, Кавелин, Редкин, Бабст, Вернадски.
Идеје западњака су у некој мери подржавали и писци, песници и публицисти Мељунгов, Григорович, Гончаров, Дружињин, Заблоцки-Десјатовски, Мајков, Миљутин, Некрасов, Панајев, Писемски, Салтиков-Шчедрин, али су они хтели да помире западњаке и словенофиле, али у њиховој уметности ипак преовладава западњаштво.

## Претече западњаштва
Нека врста претече западњачког погледа на свет у предпетровској Русији биле су такве политичке и државне личности 17. века као што су московски бојари – просветитељ и миљеник цара Алексеја Михајловича, Борис Морозов, шефови Посолског приказа, који су заправо били на челу руских влада - Матвејев и Голицин.
Владимир Соловјов је писао да су се „сложеност састава и постепени развој европске културе, који су на Западу изнедрили многа различита и супротстављена интересовања, идеје и тежње, неизбежно одразили у руском уму када су асимилирали западно образовање". Ако је за „покретаче руске културе“, којима је Соловјов приписивао Петра Великог и Ломоносова, све разлике су биле покривене општом супротношћу између „западног” образовања и домаћег дивљаштва, између „науке” и „незнања”, тада већ у време Катарине Друге, међу присталицама „западног” образовања, оштром поделом на два назначени су правци: мистични и слободоумни – „мартинисти“ и „волтеријевци“. Најбољи представници оба смера, као што су Новиков и А. Н. Радишчов, су се, међутим, зближили у љубави према образовању и интересовању за јавно добро. Иако је полемисао са крајњим првим западњаком Чаадајевим, пошто је био противник католичке теологије и бранио православну теологију, Пушкин је био претеча и истомишљеник зрелих западњака 40-их година. 

## Успон западњаштва
Формирање западњаштва и словенофилства обележено је интензивирањем идеолошких спорова након објављивања 1836. године Чадајевљевих Филозофских писама. До 1839. године су се уобличили ставови словенофила, а око 1841. године су се уобличили ставови западњака. Друштвено-политичка, филозофска и историјска схватања западњака углавном су се одликовала одређеним заједничким цртама. Западњаци су критиковали кметство и правили планове за његово укидање, показујући предности најамног рада. Западњацима се укидање кметства чинило могућим и пожељним само у виду реформе коју је спровела власт заједно са племићима. Западњаци су критиковали феудални систем царске Русије, супротстављајући му буржоаско-парламентарни, уставни поредак западноевропских монархија, пре свега Енглеске и Француске. Залажући се за модернизацију Русије по узору на буржоаске западне Европе, западњаци су се залагали за убрзан развој индустрије, трговине и транспортних средстава, али пре свега железнице; залагао се за слободан развој индустрије и трговине. Очекивали су да ће своје циљеве постићи мирним путем, тако што утичу на јавно мњење о царској власти и шире ставове у друштву кроз образовање и науку. Многи западњаци су сматрали путеве револуције и социјалистичке идеје неприхватљивим. Присталице буржоаског напретка и заговорници просветитељства и реформи, западњаци су високо оцењивали Петра Великог и напоре да европеизује Русију. У Петру Великом видели су пример смелог реформатора, који отвара нове путеве за историјски развој Русије као једне од европских сила.

## Спор о судбини сељачке заједнице
У области економије, главна разлика између западњака и словенофила састојала се у потпуно различитим погледима на судбину сељачке заједнице. Ако су словенофили, соландисти и западњаци-социјалисти сматрали да је заједница прерасподеле основом првобитног историјског пута Русије, онда су западњаци, а не социјалисти, видели у заједници реликт прошлости, и веровали да заједница (уз комунално поседовање земље) треба очекивати да се угаси, баш као што се то догодило са осталим сељачким заједницама у западној Европи. У прилог томе, словенофили и западњаци-социјалисти су истомишљеници, који су сматрали да је неопходно да подрже сељачку земљопоседничку заједницу са њеном заједничком својином над земљом и прерасподелом, док су се западњаци, а не социјалисти, залагали за прелазак на кућно земљопоседништво. То је однос у којем сељак располаже оним што има, тј. својом земљом.

## В. Соловјов о западњаштву и западњацима

### Три фазе
Како је истакао Соловјов, „велики паневропски покрети” 1789-1815. година довели су до потпунијег разумевања принципа „западног” развоја руских интелектуалаца.
Соловјов разликује „три главне фазе“ „у општем току западноевропског развоја доследно долазиле до изражаја, иако једна другу нису гасиле“:
1. Теократски, представљен претежно римокатолицизмом
2. Хуманитарни, дефинисан теоријски као рационализам, а практично као либерализам
3. Натуралистички, изражен у позитивном природно-научном правцу мишљења, с једне стране, и у превласти друштвено-економских интереса, с друге (ове три фазе су мање-више аналогне односу религије, филозофије и позитивне науке), као и између цркве, државе и друштва).

Низ ових фаза, по Соловјевљевом мишљењу, несумњиво имају универзални значај, поновља се у малом у развоју руске друштвене мисли 19. века.
По његовим речима, први католички аспект огледао се у ставовима  Чернишевског и људи 1860-их година. Овај процес развоја руске друштвене мисли био је толико брз да су неки од његових учесника већ у одраслом добу дошли до промене погледа.

### Западњаци и словенофили
Соловјов је истакао да задовољавајуће решење општељудских питања које је он формулисао још није дато ни на Западу ни на Истоку, те да стога све активне снаге човечанства треба да раде на томе заједно и солидарно једна са другом., без разлике између земаља света; а онда би већ у резултатима рада, у примени универзалних људских принципа на партикуларне услове локалне средине, аутоматски утицале све позитивне особине племенских и народних карактера. Такво „западно“ гледиште не само да не искључује национални идентитет, већ, напротив, захтева да се тај идентитет што потпуније манифестује у пракси. Противници „западњаштва”, према његовим речима, извукли су се из обавезе заједничког културног рада са другим народима произвољним изјавама о „пропадању Запада” и празним пророчанствима о изузетно великим судбинама Русије. Према Соловјеву, да свом народу жели величину и истинску супериорност (за добро свих) својствено је сваком човеку, и у том погледу није било разлике између словенофила и западњака. Западњаци су инсистирали само на томе да се велике предности не дају бесплатно и да када је у питању не само спољашња, већ и унутрашња, духовна и културна супериорност, онда се то може постићи само интензивним културним радом, у којем је немогуће заобићи општи, основни услови сваке људске културе које је већ развио западни развој.
Према Соловјеву, након што идеализоване идеје и пророчанства изворног словенофилства испаравају, уступљују место непринципијелном и ниском национализму. Међусобни однос два главна правца руске мисли је упрошћен, враћајући се на исту општу опозицију, која је карактерисала еру Петра Великог: на борбу између дивљаштва и образовања, између опскурантизма и просвећености.
| Критеријум                       | Словенофили                                                                                       | Западњаци                                                                                   |
| -------------------------------- | ------------------------------------------------------------------------------------------------- | ------------------------------------------------------------------------------------------- |
| Представници                     | Хомјаков, браћа Кирејевски, браћа Аксаков, Самарин                                                | Чадајев, Боткин, Бахтин, Тургењев, Кавелин, Соловјов, Чичерин                               |
| Однос према аутократији          | Монархија + делиберативно народно заступање                                                       | Ограничена монархија, парламентарни систем, демократска слобода.                            |
| Однос према кметству             | Негативно, залагао се за укидање кметства одозго                                                  | Негативно, залагао се за укидање кметства одозго                                            |
| Однос према Петру Великом        | Негативно. Петар је увео западне поретке и обичаје који су Русију одвели на странпутицу           | Узвишеност Петра, који је спасао Русију, ажурирала је земљу и довела је на међународни ниво |
| Којим путем Русија треба да иде? | Русија има свој посебан начин развоја, другачији од Запада, али може позајмити фабрике, железницу | Русија касни, али иде и мора да иде западним путем развоја                                  |
| Како направити трансформације    | Мирним путем, реформе одозго                                                                      | Недопустивост револуционарних преокрета                                                     |

## Оцене
Изрази „западњаштво“, „западњаци“ (некад и „Европљани“), као и „словенофилство“, „словенофили“, настали су у идеолошкој контроверзи 1840-их. На конвенционалност и нетачност ових појмова указивали су већ савременици и сами учесници ове полемике.
Руски филозоф друге половине 19. века Соловјов (сами се придржавајући идеја западњаштва) дефинисао је западњаштво као „правац наше друштвене мисли и књижевности, признавајући духовну солидарност Русије и Западне Европе као неодвојивих делова једне културно-историјске целине, која мора да обухвати читаво човечанство. Питања о односу вере и разума, ауторитета и слободе, о повезаности религије са филозофијом и обе са позитивном науком, питања о границама између личног и колективног принципа, као и о односу хетерогених колективних целина међу себе, питања о односу народа према човечанству, цркве према држави, државе према економском друштву, сва та и друга слична питања подједнако су значајна и хитна и за Запад и за Исток. «Европеизм» исходил из представления о том, что «русский путь» — это путь, уже пройденный «более передовой» европейской культурой. Правда, в самом начале он включал в себя характерное дополнение: усвоив европейскую цивилизацию и встав на общий европейский путь, Россия, как неоднократно повторяли представители разных оттенков этого направления, пойдёт по нему быстрее и дальше, чем Запад. От Петра до русских марксистов настойчиво проводилась мысль о необходимости «догнать и перегнать…». Овладев всеми достижениями западной культуры, Россия, как полагали адепты этих концепций, сохранит глубокое отличие от своего «побежденного учителя», преодолеет взрывом тот путь, который Запад совершил постепенно и, с точки зрения русского максимализма, — непоследовательно.
Према политикологу Владимир Пастухов у идеологији словенофилства и западњаштва није било ничег специфично руског. Научник се позива на британског историчара Арнолда Тојнбија, који је о овој теми писао да у сваком заосталом друштву које треба да се војно и економски суочи са јачим непријатељем, настају две струје: „херодијанизам“ – који се залаже за копирање страних јавних институција, и „зелотизам“ – позивајући на изолацију ради очувања традиционалног начина живота. Према Тојнбију, ни један ни други тренд не могу довести друштво до успеха, јер су и једни и други лишени креативности. Пастухов је такође приметио да „да парафразирам Лењина, може се рећи да постоје „три извора, три компоненте“ бољшевизма: „западњаштво“ и „словенофилство“, као два главна правца руских интелектуалних трагања средином 19. века, и православну верску традицију, која је постала она „чулна облога“, која је помогла да се повеже оно што се, чини се, никада не може повезати“. 